# New Britain, Connecticut
New Britain je grad u američkoj saveznoj državi Connecticut. Prema popisu stanovništva iz 2010. u njemu je živjelo 73.206 stanovnika.